# 原口あきまさの福岡耳よりTV "ふくみみ"
原口あきまさの福岡耳よりTV "ふくみみ"（はらぐちあきまさのふくおかみみよりテレビ）は、2005年4月から、2006年3月21日までTVQ九州放送で火曜20:00～20:54に放送されていた情報番組。原口あきまさの冠番組。特番により放送時間が19:00からになることもあった。

## 概要
基本的には同局のプロ野球中継「TVQスーパースタジアム」が組まれていない日に穴埋めとして放送されていたが、シーズンオフになってからはほぼ毎週放送されていた。この為、テレビ東京系列で本来放送されていた「三宅式こくごドリル」など火曜20:00時台の番組はTVQでは未放送となっていた。
番組が始まった当初はレポーター対レポーターの情報対決となっていた。スタジオに数十人の女性を入れ、どちらのレポーターの情報が良かったか判定していた。しかし、数ヶ月後数人のレポーターが取材したVTRを放送し、スタジオでコメントを入れる他局でもよく見るような情報番組にリニューアルされた。対決企画は無くなってしまったので数十人の女性も登場しなくなった。
番組終了後、後期の人気企画だった「おやじぶらり旅」（寿一実担当）が独立し、これもまた「TVQスーパースタジアム」の穴埋めとして不定期放送されていた（これ以降火曜19:00からの放送となり、同時期にスタートしたテレビ東京「奥さまは外国人」は同じく穴埋めとして不定期放送されるようになった）。さらに2006年10月からは「きらり九州」と名を変えてレギュラー番組化している。

## 出演者

### 司会
- 原口あきまさ

### レポーター
- 松野明美
- 杉山39
- 寿一実
- 古田厚子
- 岡本ヒロミツ
- 立花麻理（TVQアナウンサー）

### ゲストとして出演したタレント
- 永井大
- はなわ
- 前田健